# جارود فيرث
جارود فيرث (بالإنجليزية: Jarrod Firth)‏ هو لاعب اتحاد الرغبي نيوزيلندي، ولد في 3 ديسمبر 1991 في أوكلاند في نيوزيلندا.

## وصلات خارجية
- جارود فيرث على موقع ItsRugby.co.uk (الإنجليزية)